# Łuczesa (obwód smoleński)
Łuczesa (ros. Лучеса) – wieś (ros. деревня, trb. dieriewnia) w zachodniej Rosji, centrum administracyjne lenińskiego osiedla wiejskiego w rejonie poczinkowskim (obwód smoleński).

## Geografia
Miejscowość położona jest 6 km od drogi federalnej R120 (Orzeł – Briańsk – Smoleńsk – Witebsk), 3 km od centrum administracyjnego rejonu (Poczinok), 50 km od stolicy obwodu (Smoleńsk).
W granicach miejscowości znajdują się ulice: Glinki, Imieni S. I. Bizunowa, Jabłoniewaja, Mołodiożnaja, Parkowaja, zaułek Parkowyj, Sadowaja, Sołniecznaja, Szkolnaja, Tichaja, Tienistaja, W. F. Michalkowa, Zariecznaja.

## Demografia
W 2010 r. miejscowość zamieszkiwało 526 osób.

## Osoby związane z miejscowością
- Siergiej Iwanowicz Bizunow (1914 – 1983) – Bohater Pracy Socjalistycznej[5]
- Marija Pawłowna Miendierowa (1933 – 2016) – Bohaterka Pracy Socjalistycznej[6]
- Wasilij Fiodorowicz Michalkow (1919 – 1962) – Bohater Związku Radzieckiego[7]
- Władimir Iwanowicz Sielezniow (1924 – 2013) – odznaczony Orderem Sławy[8]